# Psychotria rufidula
Psychotria rufidula är en måreväxtart som beskrevs av Paul Carpenter Standley. Psychotria rufidula ingår i släktet Psychotria och familjen måreväxter. Inga underarter finns listade i Catalogue of Life.